# Feast on Scraps
Feast on Scraps — концертный альбом Аланис Мориссетт, вышел 10 декабря 2002 года в формате CD и DVD. К 2010 году было продано 76 000 копий в США.

## Об альбоме
Концерт на DVD был записан в Роттердаме во время тура Toward Our Union Mended, а компакт-диск содержит ранее не изданные студийные треки, записанные во время сессий Under Rug Swept. Промосингл «Simple Together»/«Bent 4 U» был издан в Европе.

## Список композиций

### CD
1. «Fear of Bliss» — 4:38
2. «Bent for You» — 4:41
3. «Sorry to Myself» — 5:44
4. «Sister Blister» — 4:13
5. «Offer» — 4:05
6. «Unprodigal Daughter» — 4:13
7. «Simple Together» — 4:48
8. «Purgatorying» — 4:28
9. «Hands Clean» (acoustic) — 4:08

### DVD
1. «Baba»
2. «Right Through You»
3. «21 Things I Want in a Lover»
4. «Hand in My Pocket»
5. «Purgatorying» (pt. 1)
6. «Unprodigal Daughter»
7. «Flinch»
8. «All I Really Want»
9. «Precious Illusions»
10. «Sympathetic Character»
11. «Purgatorying» (pt. 2)
12. «So Unsexy»
13. «Head over Feet»
14. «Purgatorying» (pt. 3)
15. «You Oughta Know»
16. «Hands Clean»
17. «Uninvited»
18. «Ironic»
19. «You Learn»
20. «That Particular Time»
21. «Thank U»